# 乔治·达尔布瓦
乔治·达尔布瓦（法語：Georges Darboy，發音：[ʒɔʁʒ daʁbwa]；1813年1月16日—1871年5月27日）是一位法国天主教南锡教区主教、巴黎教区总主教。1871年4月4日作为人质被巴黎公社逮捕，在巴黎公社将要失败时被处死。